# 道格拉斯·索薩
道格拉斯·索薩（葡萄牙語：Douglas Souza；1995年8月20日—）是一位巴西排球運動員。他目前效力於義大利排球聯賽Volley Callipo。他也代表巴西國家排球隊參賽。

## 個人生活
他是公開的男同性戀。

## 運動成績

### 俱樂部
- 國家錦標賽
  - 2018/2019  巴西錦標賽，在Vôlei Taubaté
  - 2019/2020  巴西超級盃，在Vôlei Taubaté
  - 2020/2021  巴西超級盃，在Vôlei Taubaté

### 個人獎項
- 2018: 世界錦標賽 – 最佳主攻手

## 外部連結
- Player profile at Olympic.org
- Player profile （页面存档备份，存于） at WorldofVolley.com
- Player profile （页面存档备份，存于） at Volleybox.net
- 2013 FIVB U21 World Championship – Team Brazil （页面存档备份，存于）
- 2018 FIVB World Championship – Team Brazil （页面存档备份，存于）
- 2019 FIVB World Cup – Team Brazil （页面存档备份，存于）